# Árpád Fekete
Árpád Fekete Priska (ur. 5 marca 1921 w Salgótarján, zm. 26 lutego 2012 w Meksyku) – węgierski piłkarz i trener piłkarski.